# Municipio de Milton (condado de Marion)
El municipio de Milton (en inglés: Milton Township) es un municipio ubicado en el condado de Marion en el estado estadounidense de Kansas. En el año 2010 tenía una población de 310 habitantes y una densidad poblacional de 4 personas por km².

## Geografía
El municipio de Milton se encuentra ubicado en las coordenadas 38°7′19″N 96°53′13″O / 38.12194, -96.88694. Según la Oficina del Censo de los Estados Unidos, el municipio tiene una superficie total de 77.51 km², de la cual 77,41 km² corresponden a tierra firme y (0,12 %) 0,1 km² es agua.

## Demografía
Según el censo de 2010, había 310 personas residiendo en el municipio de Milton. La densidad de población era de 4 hab./km². De los 310 habitantes, el municipio de Milton estaba compuesto por el 97,1 % blancos, el 0,97 % eran afroamericanos, el 0,65 % eran amerindios, el 0,32 % eran isleños del Pacífico, el 0,32 % eran de otras razas y el 0,65 % eran de una mezcla de razas. Del total de la población el 0,97 % eran hispanos o latinos de cualquier raza.